# Ештремадура

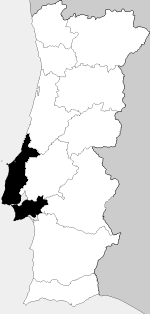
Ештремадура

Про автономне співтовариство в Іспанії див. Статтю Естремадура
Ештремаду́ра (порт. Estremadura; [(ɨ) ʃtɾɨmɐ'duɾɐ]) — історична провінція Португалії біля Атлантичного узбережжя, по берегах річки Тежу, центр — місто Лісабон.
На 1974 площа становила 7 950 км², населення — 2 мільйони 234 тисячі осіб.
Складалася з 29 муніципальних округів (порт. conselho), розташованих на території сучасних округів (порт. distrito) Лейрія, Лісабон та Сетубал.

## Муніципалітети
Муніципалітети, що входили до складу Ештремадури в 1936—1979 роках:
Округ Лейрія (8 з 16)
1. Алкобаса
2. Бомбаррал
3. Калдаш-да-Раїня
4. Маріня-Гранде
5. Назаре
6. Обідуш
7. Пеніше
8. Порту-де-Мош

Округ Лісабон (14 з 16)
1. Аленкер
2. Амадора (створений 1979)
3. Арруда-душ-Вінюш
4. Кадавал
5. Кашкайш
6. Лісабон
7. Лореш
8. Лорінян
9. Мафра
10. Одівелаш (створений 1998)
11. Оейраш
12. Сінтра
13. Собрал-де-Монте-Аграсу
14. Торреш-Ведраш

Округ Сетубал (9 з 13)
1. Алкошете
2. Алмада
3. Баррейру
4. Мойта
5. Монтіжу
6. Палмела
7. Сезімбра
8. Сейшал
9. Сетубал